# Pascal Chang-Soi
Pascal Chang-Soi SSCC (ur. 18 października 1966 na Tahiti) – polinezyjski duchowny katolicki, biskup Taiohae o Tefenuaenata od 2015.

## Życiorys

### Młodość i prezbiterat
W dniu 23 sierpnia 1992 roku wstąpił do zgromadzenia sercanów białych. W dniu 9 listopada 1997 roku złożył wieczyste śluby zakonne. Święcenia kapłańskie otrzymał 4 lutego 2000 roku. Pracował głównie jako duszpasterz parafialny, zaś od 2003 był także mistrzem zakonnego nowicjatu.

### Episkopat
4 sierpnia 2010 roku papież Benedykt XVI mianował go biskupem koadiutorem Taiohae o Tefenuaenata. Sakry biskupiej udzielił mu 4 grudnia 2010 roku arcybiskup Charles Balvo. W dniu 22 marca 2013 roku papież Franciszek mianował go administratorem apostolskim Papeete. W dniu 5 września 2015 roku ten sam papież mianował go biskupem Taiohae o Tefenuaenata.